# Stelios Gousios
Stelios Gousios (in greco Στέλιος Γούσιος?; Salonicco, 16 ottobre 1937) è un ex cestista greco.

## Carriera
Con la Grecia ha disputato i Campionati europei del 1961.